# Isovitexina
Isovitexin (o homovitexin, saponaretin) con fórmula química C21H20O10 es una flavona a apigenina-6-C-glucósido. Se puede encontrar en la flor de la pasión y en la palma de açaí.

## Metabolismo
- Isovitexin beta-glucosyltransferasa